# Amazon Fresh
Amazon Fresh es una filial de la empresa estadounidense de comercio electrónico Amazon en Seattle, Washington. Es un minorista de comestibles con tiendas físicas y servicios de entrega en la mayoría de las principales ciudades de EE. UU., así como en algunas ciudades internacionales, como Berlín, Hamburgo, Londres, Milán, Múnich, Roma, Tokio y algunas otras ubicaciones en Singapur e India. 
Amazon Fresh era inicialmente un servicio de entrega. En 2020 el concepto cambió a una cadena de supermercados físicos sin cajeros.

## Servicio de entrega
Amazon Fresh comenzó en 2007 como un servicio de entrega de comestibles solo por invitación en Washington.  Implementó sus servicios gradualmente, centrándose en partes específicas de varias áreas metropolitanas y asociándose con tiendas especializadas locales para la entrega de artículos locales. En marzo de 2017, Amazon anunció el lanzamiento beta de AmazonFresh Pickup, un autocine para suscriptores de Amazon Prime donde los usuarios compran en línea, reservan horarios para recoger los alimentos y los cargan en sus automóviles en la tienda.   En el Reino Unido, Amazon firmó un acuerdo con la cadena de supermercados británica Morrisons para suministrar suministros a Amazon Prime Pantry y PrimeFresh.  En Alemania, la gama de productos es de 85.000 líneas de productos. En comparación, el servicio de entrega a domicilio de la cadena de supermercados REWE cuenta con 9.000 líneas de productos. 
El 2 de noviembre de 2017, Amazon anunció que suspendería su servicio Fresh en algunos pueblos y ciudades más pequeños de California, Delaware, Maryland, Nueva Jersey, Nueva York y Pensilvania. 

## Supermercados físicos sin cajeros
En 2020, Amazon anunció que utilizaría el nombre "Amazon Fresh" para su nueva cadena de tiendas físicas de comestibles en las áreas de Los Ángeles y Chicago. Las tiendas presentaban compras sin cajero (Reino Unido: sin caja), con cámaras de vigilancia y otras tecnologías que garantizaban que las compras de los compradores se registraran automáticamente sin necesidad de escanearlas individualmente en una caja. Más de la mitad utiliza la tecnología "Just Walk Out", mientras que otros utilizan Dash Carts. 
Los Dash Carts son carritos de compras con pantalla táctil, escáner de código de barras, cámaras y varios sensores para contar automáticamente los artículos colocados y retirados del carrito, lo que permite a los clientes omitir los pagos convencionales. El cliente escanea un código QR desde su aplicación de Amazon para vincular su cuenta de Amazon y poder facturar su compra a través del método de pago vinculado en su cuenta de Amazon.   El carro también tiene un sensor de peso para pesar los productos valorados por peso. 
Algunas tiendas Amazon Fresh utilizan tecnología "grab and go" o "Just Walk Out" similar a la de las tiendas Amazon Go, que rastrea lo que los clientes toman y devuelven. Permite a los clientes omitir los pagos convencionales y al mismo tiempo elimina la necesidad de usar Dash Carts. Actualmente, no hay tiendas de Amazon Fresh que utilicen tanto "grab and go" como Dash Carts. 
Debido a las críticas sobre las tiendas Amazon Go que no aceptan efectivo, algunas tiendas Amazon Fresh también tienen líneas de pago para los clientes que desean pagar en efectivo  o no tienen una cuenta de Amazon.[cita requerida]

## Controversia
Un estudio de compradores encontró que, si bien los clientes apreciaban no tener que hacer cola, sentían "una sensación de vergüenza y duda debido al seguimiento y al control excesivo generado" por las cámaras de vigilancia muy visibles en las tiendas de Amazon Fresh.  Se ha descrito que la vigilancia da una sensación de "Gran Hermano" que desafía la confianza de los clientes.  Esto se ha propuesto como una posible razón por la cual los clientes tienden a ir a otras tiendas cercanas en lugar de a Amazon Fresh. 
En 2021, se presentó una demanda colectiva contra Amazon en Nueva York por no alertar a los clientes de que estaba monitoreando sus formas corporales y huellas de sus palmas.  Los empleados también se han quejado de la vigilancia excesiva de los trabajadores en los almacenes de Amazon Fresh. 

## Ubicaciones
La primera tienda de comestibles Amazon Fresh abrió al público el 17 de septiembre de 2020 en el barrio Woodland Hills de Los Ángeles.   En julio de 2022, Amazon Fresh tenía 38 ubicaciones en los estados de California, Illinois, Pensilvania, Virginia, Maryland, Washington, Washington D. C. y Nueva York / Nueva Jersey. El 4 de marzo de 2021 se abrió la primera tienda de Amazon Fresh en Europa, en el centro comercial Ealing Broadway Centre en Ealing, oeste de Londres,  y en junio de 2022, Amazon Fresh tenía 17 ubicaciones en Londres, Reino Unido. 
El 17 de noviembre de 2022, se informó que el desarrollo de todas las próximas tiendas de comestibles Amazon Fresh se había detenido indefinidamente “en espera de la evaluación de la operación”.  En julio de 2023 se cerraron tres ubicaciones en Londres, incluida la primera que se abrió.  La empresa continuó afirmando que seguiría creciendo a pesar de los cierres y las decepcionantes cifras de ventas. 

## Líneas de productos
Amazon Fresh vende artículos comestibles y un subconjunto de artículos de la tienda principal de Amazon.com. Los artículos pedidos a través de Amazon Fresh están disponibles para entrega a domicilio el mismo día o al día siguiente, según la hora del pedido y la disponibilidad de los espacios de entrega.
Amazon Fresh opera independientemente de Whole Foods, que también es propiedad de Amazon. Tienen instalaciones separadas e inventarios separados que venden. La investigación de mercado de Amazon muestra que los clientes de Amazon Fresh tienden a tener ingresos más bajos y es más probable que sean hispanos o particularmente asiáticos que los clientes de Whole Foods. 